# Azijnfabriek (poppodium)
De Azijnfabriek is een cultureel poppodium in Roermond dat activiteiten organiseert voor jongeren en voor muziek- en cultuurliefhebbers in het algemeen. De Azijnfabriek bestaat sinds begin jaren 90 en is voortgekomen uit het roemruchte S61 dat jarenlang gevestigd was aan de Swalmerstraat in Roermond. Na twee jaar gesloten te zijn geweest is 'De Azijnfabriek' in september 2014 heropend en worden er wekelijks feesten en concerten georganiseerd.
Vanaf de begintijd kende de Azijnfabriek een roerige geschiedenis. Al na twee jaar werd door de gemeente uit bezuinigingsoogpunt de subsidie stopgezet en moest de Azijnfabriek knokken om zijn voortbestaan. Met hulp van veel vrijwilligers werd een dreigende sluiting afgewend en een doorstart gemaakt. De daarop volgende jaren bleef de stichting met veel kunst- en vliegwerk overeind.
In 2008 was er weer een dreigende situatie. De gemeente Roermond wilde een nieuw poppodium oprichten in de stad, hoe de Azijnfabriek hierin zou passen bleef lang onduidelijk. Een in december 2007 aangetreden nieuw bestuur hoopte de stichting zodanig te profileren dat deelname aan een nieuw geheel kon worden afgedwongen. Uiteindelijk moest de Azijnfabriek toch 1 september 2012 sluiten. Een gedeelte van het programma werd overgenomen door het nieuwe poppodium in de ECI-cultuurfabriek.
In 2014 is 'De Azijnfabriek' na een grondige opknapbeurt heropend door een particuliere eigenaar, die het poppodium commercieel uitbaat. De oude naam is gehandhaafd en ook zijn enkele gebruikers van de 'oude' Azijnfabriek teruggekeerd. De Azijnfabriek heeft een zaal met een capaciteit voor 275 bezoekers en richt zich, met onder meer alternatieve muziek en dancefeesten, op een breed publiek tussen de 18 en 45 jaar.